# EuroAtlantic Airways
EuroAtlantic Airways - Transportes Aéreos S.A., operativa y nombrada como euroAtlantic airways,  es una aerolínea chárter especializada en arrendamientos con sede en Lisboa, Portugal. Opera servicios chárter en todo el mundo, así como otras operaciones de arrendamiento «ACMI» (aeronave, tripulación, mantenimiento y seguro). Su base principal es el aeropuerto de Portela en Lisboa.

## Historia

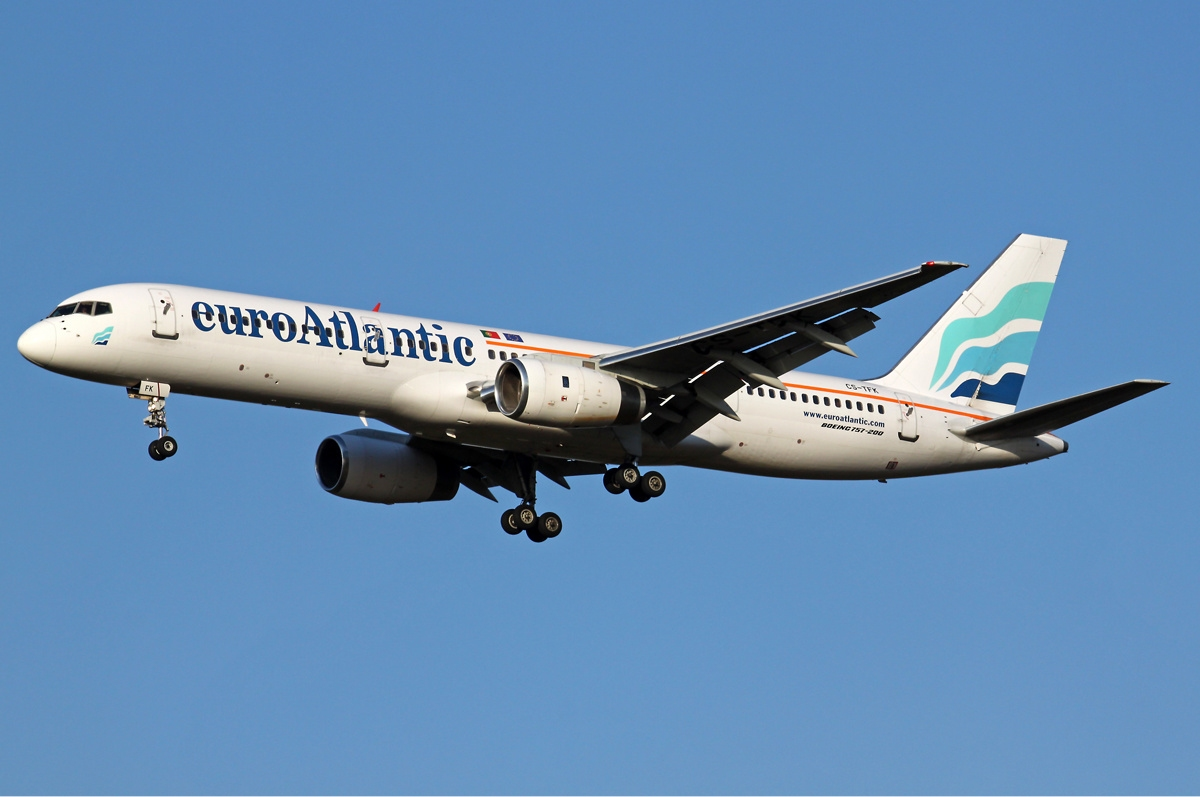
Boeing 757-200 de euroAtlantic

La compañía fue fundada en 1993 por Tomaz Metello bajo el nombre de Air Zarco, comenzó sus operaciones de vuelo en mayo de 1997, inicialmente bajo el nombre de Air Madeira. En un principio fueron vuelos chárter transatlánticos realizados por un Lockheed L-1011 TriStar. Desde 1999, la compañía tiene los permisos y esta en condiciones de ofrecer vuelos programados. Un año más tarde cambió su nombre al actual euroAtlantic Airways. EuroAtlántic ofrece arrendamiento y fletamento de aeronaves a otras compañías aéreas y operadores turísticos, y es proveedor de servicios en los aeropuertos. 
Euro Atlantic Airways tiene un contrato de mantenimiento con TAP Portugal y mantiene participación del 38% en STP Airways, la aerolínea nacional de Santo Tomé y Príncipe.

## Flota

### Flota Actual

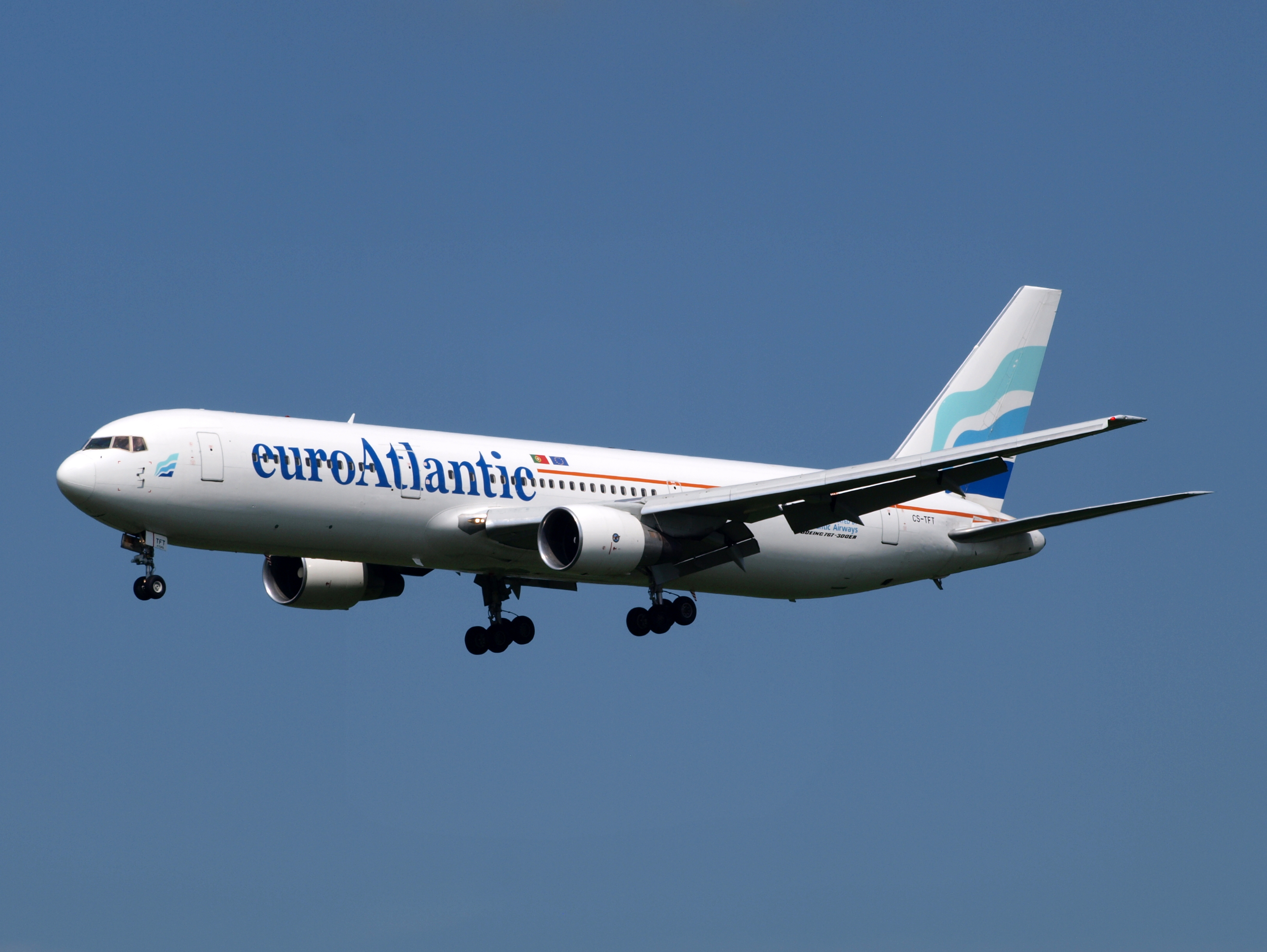
Boeing 767-300ER de euroAtlantic

La flota de euroAtlantic Airways consiste en las siguientes aeronaves, con una edad media de 20.4 años (noviembre de 2022):

## Accidentes e incidentes
- El 16 de julio de 2012, el Sunwing 221, un Boeing 767-300 arrendado por Sunwing Airlines pilotados por pilotos portugueses de euroAtlantic Airways, perdió contacto con ATCs de Moncton cuando entró al espacio aéreo canadiense. Cazas CF-18 fueron enviados desde la base de la fuerza aérea canadiense de Bagotville para interceptar el jet, siendo interceptando cerca de la ciudad de Quebec. Cuando los pilotos fueron interrogado por la RCAF, revelaron que se habían olvidado de cambiar las frecuencias a lo solicitado por controladores de Gander, para habilitar el contacto con el centro de control de Montreal.[6]
- El 27 de mayo de 2024, el vuelo chárter YU613, concretamente un Boeing 767-300 con más de 22 años de antigúedad, con una expedición a bordo compuesta por el equipo del Cádiz Club de Fútbol, entre los que se encontraba la plantilla de futbolistas, cuerpo técnico, directiva y una expedición formada por periodistas y aficionados invitados tuvo que realizar un aterrizaje de emergencia en el Aeropuerto de Sevilla apenas una hora después de despegar desde el Aeropuerto de Jerez. Al parecer, al poco tiempo de despegar, un pájaro impactó en uno de los motores de la aeronave, provocando la rotura del mismo. Los pasajeros oyeron un fuerte golpe, seguido de una pequeña explosión, y seguidamente notaron como el avión comenzaba a perder altura, viviéndose momentos de tensión hasta que el piloto pudo aterrizar de emergencia en Sevilla. La expedición se dirigía a El Salvador para disputar un partido de homenaje al "Mágico" González en la inauguración de un nuevo estadio que lleva su nombre en San Salvador, el día 30 de mayo. El evento finalmente fue aplazado sin fecha prevista. En el incidente no se registraron heridos ni daños materiales más que la propia rotura del motor de la aeronave.